# I'm Alive (canción de Céline Dion)
«I'm Alive» es una canción de la cantante canadiense Céline Dion, perteneciente a su séptimo álbum en inglés, A New Day Has Come (2002). Fue escrita por Kristian Lundin y Andreas Carlsson, y producida por Lundin, con producción adicional de Ric Wake y Richie Jones. «I'm Alive» se lanzó como el segundo sencillo del álbum el 5 de agosto de 2002. También fue parte de la banda sonora de la película Stuart Little 2. La canción, de ritmo medio y mensaje optimista, recibió críticas positivas y se convirtió en un éxito mundial, alcanzando el top 10 en varios países. El videoclip fue dirigido por Dave Meyers.
El 3 de mayo de 2024, tras un mashup viral de «I'm Alive» y «And the Beat Goes On» realizado por Jammin Kid en TikTok, el productor inglés Majestic lanzó la canción bajo el título «Set My Heart on Fire (I'm Alive x And the Beat Goes On)», acreditado a él, Jammin Kid y Dion. El 31 de mayo de 2024, se publicó la versión original de Jammin Kid, seguida del mix VIP de Majestic el 14 de junio de 2024. «Set My Heart on Fire» alcanzó el número uno en Quebec y el número 39 en el Reino Unido.

## Antecedentes y lanzamiento
Mientras trabajaba en el álbum, Dion comentó:

Me moría de ganas de volver al estudio de grabación. Y me encantaron las canciones que escribieron para mí en este álbum. Esas canciones se volvieron aún más cercanas a mí porque, al haberme tomado dos años libres, escribieron canciones para mí que estaban aún más cerca de mis emociones. Tenía cosas de las que hablar. Tenía cosas sobre las que cantar. Fue una aventura divertida, sin presión, relajada, suave, potente pero controlada. Me lo pasé muy bien. Y volver a ver a mis amigos fue genial.
Céline Dion

«I'm Alive» se lanzó comercialmente el 5 de agosto de 2002 como el segundo sencillo del álbum. Para su difusión en radio, la canción fue reelaborada por Humberto Gatica. Su versión se incluyó en la banda sonora de Stuart Little 2, así como en CD sencillos promocionales y comerciales.
Aunque en octubre de 2008 la versión del álbum de «I'm Alive» fue incluida en My Love: Essential Collection, se lanzó un nuevo remix de Laurent Wolf para promocionarlo en Francia. En enero de 2009, se realizaron más remixes promocionales por Maurice Joshua para los clubes de Estados Unidos.

## Composición
«I'm Alive» fue escrita por Kristian Lundin y Andreas Carlsson, y producida por Lundin. Ellos ya habían trabajado con Dion anteriormente, escribiendo su éxito de 1999 «That's the Way It Is». La producción adicional estuvo a cargo de Ric Wake y Richie Jones. Es una canción de tempo moderado en la que Dion declara que está viva, realizada como madre y enamorada.
La canción está escrita en la tonalidad de mi bemol mayor, con un tempo moderado de 104 pulsaciones por minuto. La voz de Dion abarca desde A♭3 hasta D5. A los dos minutos y cuarenta y cinco segundos, la canción modula un tono completo hacia la tonalidad de fa mayor.

## Recepción de la crítica
Al revisar la banda sonora de Stuart Little 2, William Ruhlmann de AllMusic escribió que «Dion ocupa la posición que tuvo Trisha Yearwood en la banda sonora de Stuart Little en 1999, cantando un tema rítmico y optimista». Otro editor, Stephen Thomas Erlewine, describió la canción como edificante y la destacó; en su reseña del álbum, la llamó una «joya de ritmo rápido digna de ser un éxito». La reseña de RollerCoaster de ABC fue positiva, comentando que «este es el tipo de música que pones de fondo cuando te ríes con amigos o tomas un té con la familia. Es el tipo de canción que cantas y poco a poco te envuelve». Chuck Taylor, de Billboard, dijo que «I'm Alive» demuestra un «giro estilístico, con sus ritmos tribales palpitantes y una interpretación vocal libre y expansiva de Dion». El remix «burbujeante» de Humberto Gatica «añade energía» a la versión del álbum, mientras que el remix de ritmo rápido Wake Up, con la ayuda de Ric Wake y Richie Jones, es el remix «más inspirado y festivo» de Dion hasta la fecha, con la inclusión de «Heart of Glass» de Blondie en el ritmo, «con un efecto espléndido».
Neal Sky de Pop Dirt la calificó como una «canción de radio estilo bubblegum». Sal Cinquemani de Slant Magazine la llamó una de «las canciones más destacadas del álbum», describiéndola como «un tema edificante de ritmo medio». Christopher Smith de TalkAboutPopMusic dijo que Dion está «llena de energía y avanzando con confianza». Agregó que «podría casi ser declarada como su himno autobiográfico, si no fuera por todos esos megaéxitos de los 1990».

## Rendimiento comercial
La canción resultó ser un éxito, alcanzando el número dos en el European Hot 100 Singles. También llegó al número dos en Bélgica, al cuatro en Alemania y Portugal, al cinco en Austria y Suecia, y al siete en Francia, Suiza, Dinamarca, Grecia y los Países Bajos. En el Reino Unido, «I'm Alive» alcanzó el puesto 17. Fue certificada platino en Bélgica y oro en Francia, Alemania, Dinamarca y el Reino Unido. La canción también encabezó las listas de radio en países como Polonia, República Checa y Rumania.
En Australia y Nueva Zelanda, alcanzó los puestos 30 y 35, respectivamente.
En Norteamérica, «I'm Alive» se lanzó como sencillo promocional, por lo que ingresó a las listas de radio. En Canadá, llegó al número uno en la lista Adult Contemporary y al número nueve en la lista general de radio. En Estados Unidos, alcanzó el número seis en la lista Adult Contemporary y el número 11 en el Bubbling Under Hot 100. El remix de 2009 por Maurice Joshua llegó al puesto 35 en la lista Dance Club Songs. Según Billboard, «I'm Alive» ha acumulado más de 49.5 millones de reproducciones bajo demanda en Estados Unidos hasta noviembre de 2019, convirtiéndose en la novena canción más reproducida de Dion en el país.

## Actuaciones en directo
Dion interpretó «I'm Alive» durante su espectáculo A New Day... en el Caesars Palace de Las Vegas. La canción se incluyó en el CD A New Day... Live in Las Vegas en 2004 y en el DVD Live in Las Vegas - A New Day... en 2007. También formó parte de la lista de canciones de la gira mundial Taking Chances y fue interpretada por Dion en una nueva versión remixada. En 2015, se agregó una versión acústica de la canción al repertorio de su espectáculo de residencia en Las Vegas, y la versión original se presentó durante el último año de la residencia. «I'm Alive» también se interpretó durante su gira europea en 2017, su gira en 2018 y Courage World Tour. El 5 de julio de 2019, Dion cantó «I'm Alive» durante su concierto en BST Hyde Park en Londres.